# Coppa Italia di pallacanestro maschile 1991
La quindicesima edizione della Coppa Italia di pallacanestro maschile propone per la seconda volta il sistema delle final four, ovvero di semifinali e finale organizzate in un unico impianto in un solo week-end. Per raggiungere le final four le 32 squadre di serie A (A1 + A2) si scontrano in 3 turni (sedicesimi, ottavi e quarti di finale).
E per la prima e unica volta nella storia della pallacanestro italiana la Coppa Italia fu vinta da una squadra allora militante in Serie A2 (l'attuale Legadue), la Glaxo Verona.

## Sedicesimi di finale
11 e 18 settembre 1990
- Birra Messina Trapani-Scavolini Pesaro 96-112 / 78-97
- Aprimatic Bologna-Filanto Forlì 83-109 / 95-96
- Kleenex Pistoia-Libertas Livorno 77-74 / 75-79
- Fernet Branca Pavia-Auxilium Torino 76-87 / 99-93
- Telemarket Brescia-Knorr Bologna 88-81 / 65-91
- Turboair Fabriano-Stefanel Trieste 98-95 / 81-82
- Glaxo Verona-Napoli 95-90 / 70-72
- Banco di Sardegna Sassari-Phonola Caserta 86-105 / 73-83
- Corona Cremona-Clear Cantù 83-105 / 80-95
- Desio-Firenze 91-99 / 91-100
- Livorno-Philips Milano 99-97 / 80-99
- Emmezeta Udine-Panasonic Reggio Calabria 83-79 / 70-68
- Reyer Venezia-Il Messaggero Roma 84-87 / 89-94
- Arese-Sidis Reggio Emilia 77-80 / 76-104
- Lotus Montecatini-Benetton Treviso 103-98 / 85-120
- Ticino Siena-Ranger Varese 90-82 / 72-85

## Ottavi di finale
andata 25 settembre 1990
- Filanto Forlì-Scavolini Pesaro 114-120
- Libertas Livorno-Auxilium Torino 99-73
- Turboair Fabriano-Knorr Bologna 76-65
- Glaxo Verona-Phonola Caserta 78-79
- Firenze-Clear Cantù 97-107
- Emmezeta Udine-Philips Milano 93-98
- Sidis Reggio Emilia-Il Messaggero Roma 102-93
- Benetton Treviso-Ranger Varese 116-76

ritorno 9 ottobre 1990
- Scavolini Pesaro-Filanto Forlì 117-87
- Auxilium Torino-Libertas Livorno 110-92
- Knorr Bologna-Turboair Fabriano 100-81
- Phonola Caserta-Glaxo Verona 78-99
- Clear Cantù-Firenze 103-100
- Philips Milano-Emmezeta Udine 79-74
- Il Messaggero Roma-Sidis Reggio Emilia 90-85
- Ranger Varese-Benetton Treviso 87-87

## Quarti di finale
andata 6 novembre 1990
- Libertas Livorno-Scavolini Pesaro 87-77
- Glaxo Verona-Knorr Bologna 91-82
- Philips Milano-Clear Cantù 96-84
- Benetton Treviso-Sidis Reggio Emilia 87-76

ritorno 13 novembre 1990
- Scavolini Pesaro-Libertas Livorno 96-96
- Knorr Bologna-Glaxo Verona 88-110
- Clear Cantù-Philips Milano 88-85
- Sidis Reggio Emilia-Benetton Treviso 91-73

## Final four
a Bologna
Semifinali
20 febbraio 1991
- Glaxo Verona-Libertas Livorno 84-79
- Philips Milano-Sidis Reggio Emilia 81-67

Finale
21 febbraio 1991
- Glaxo Verona-Philips Milano 97-85

## Verdetti
- Vincitrice Coppa Italia:  Glaxo Verona
Formazione: Russ Schoene, Tim Kempton, Paolo Moretti, Riccardo Morandotti, Giampiero Savio, Sandro Brusamarello, Roberto Dalla Vecchia, Francesco Fischetto, Alessandro Frosini, Miklos Marsilli. Allenatore: Alberto Bucci